# Relační vrstva
Relační vrstva je 5. vrstva modelu vrstvové síťové architektury (OSI). Anglicky session layer. Smyslem vrstvy je organizovat a synchronizovat dialog mezi spolupracujícími relačními vrstvami obou systémů a řídit výměnu dat mezi nimi. Umožňuje vytvoření a ukončení relačního spojení, synchronizaci a obnovení spojení, oznamovaní výjimečných stavů.

## Příklady
- NetWare Core Protocol (NCP)
- Server Message Block (SMB)
- Network File System (NFS)
- AppleTalk Session Protocol (ASP)
- AppleTalk Data Stream Protocol (ADSP)
- Data Link Control (DLC)
- Named Pipes
- NBT
- NetBIOS
- NWLink
- Printer Access Protocol (PAP)
- Zone Information Protocol (ZIP)
- RPC
- SSL
- SPDY